# Peuple autochtone
Pour les articles homonymes, voir autochtone et aborigène.
Les peuples autochtones, ou peuples indigènes, sont « les descendants de ceux qui habitaient dans un pays ou une région géographique à l'époque où des groupes de population de cultures ou d'origines ethniques différentes y sont arrivés et sont devenus par la suite prédominants, par la conquête, l'occupation, la colonisation ou d'autres moyens ». Les peuples autochtones représentent environ 370 millions de personnes dans le monde, vivant dans plus de 70 pays. D'autres termes ont parfois été utilisés pour les désigner, comme aborigène, « peuple premier », « peuple racine », « première nation » ou « peuple natif », succédant à l'appellation péjorative de « peuple primitif », mais tous officiellement délaissés au profit de peuple autochtone.
Les populations autochtones sont des groupes sociaux et culturels distincts. Elles représentent 5 % de la population mondiale mais 15 % du nombre d’individus qui vivent dans l’extrême pauvreté dans le monde.

## Définition et répartition
Bien qu'il n'existe pas de définition mondialement acceptée de la notion de peuple autochtone, celle proposée par José Martinez Cobo, rapporteur spécial du Groupe de Travail sur les Peuples Autochtones de la Sous-commission des droits de l'homme de l'ONU (organe du Conseil économique et social des Nations unies), en 1987, est aujourd'hui communément utilisée. Elle se base sur trois critères fondamentaux :
- continuité historique de caractéristiques telles que :
  - l'occupation ancestrale ou d'au moins une partie des terres actuelles,
  - l'ascendance commune avec les premiers occupants de ces terres,
  - la culture en général ou certaines de ses manifestations,
  - la langue,
  - l'implantation dans certaines parties du pays ou dans certaines régions du monde,
  - d'autres facteurs pertinents ;
- auto-identification en tant qu'autochtone ;
- pour un individu, appartenance à un groupe autochtone, revendiquée à la fois par l'individu et le groupe auquel il appartient.

Selon les mots de José Martínez Cobo ; 

« Par communautés, populations et nations autochtones, il faut entendre celles qui, liées par une continuité historique avec les sociétés antérieures à l'invasion et avec les sociétés précoloniales qui se sont développées sur leurs territoires, s'estiment distinctes des autres segments de la société qui dominent à présent sur leurs territoires ou parties de ces territoires. Elles constituent maintenant des segments non dominants de la société et elles sont déterminées à préserver, développer et transmettre aux futures générations leurs territoires ancestraux et leur identité ethnique, qui constituent la base de la continuité de leur existence en tant que peuples, conformément à leurs propres modèles culturels, à leurs institutions sociales et à leurs systèmes juridiques. »

 Les populations autochtones sont réparties dans le monde de la façon suivante :
| Zone géographique               | Population (millions) |
| ------------------------------- | --------------------- |
| Asie (hors Russie)              | 150-200               |
| Amérique latine                 | 45-50                 |
| Russie                          | 1                     |
| Océanie                         | 2                     |
| Afrique                         | 1,4                   |
| Amérique du Nord (hors Mexique) | 1,5                   |
| Arctique                        | 0,2                   |
| Europe                          | 0,08                  |

Ils forment au moins 5 000 groupes autochtones différents, et autant de cultures différentes, parlent plus de 4 000 langues dont la plupart sont en danger et risquent de disparaître d'ici la fin du XXIe siècle. Au cours des trente dernières années, les peuples autochtones se sont fortement déplacés de leurs terres traditionnelles vers les villes, pour chercher de l'emploi mais aussi à cause de violations et abus des droits de l'homme, notamment des droits à leurs terres et à la survie culturelle. Dans de nombreux pays, ils sont plus de 50 % à vivre en régions urbaines.

## Peuples autochtones par continent

### Afrique
Les Mbuti

#### Afrique centrale
- Pygmées
- Twa (république du Congo, république démocratique du Congo, Rwanda, Burundi, Ouganda)

#### Afrique de l'Est
- Acholis : Ouganda
- Afars : Djibouti, Érythrée, Éthiopie
- Agews : Éthiopie
- Akishos : Éthiopie, Somalie
- Alurs : Ouganda
- Ambos : Zambie
- Amharas : Éthiopie
- Ankoles : Ouganda
- Anuaks : Éthiopie
- Antalotes : Archipel des Comores[7], Madagascar
- Aushis : Zambie
- Aweers : Kenya, Somalie
- Ayoups : Éthiopie
- Bagandas : Ouganda
- Bahimas/Ankoles : Ouganda, Rwanda
- Bagisus : Ouganda
- Bagweres : Ouganda
- Bakigas : Ouganda
- Bakonjos : Ouganda
- Basogas : Ouganda
- Batoros : Ouganda
- Bejas : Érythrée
- Bembas : Zambie
- Bertats : Éthiopie
- Betsileos : Madagascar
- Bilens : Érythrée
- Bisas : Zambie
- Boranas : Éthiopie
- Bunyoros : Ouganda
- Cafres : Comores
- Chaggas : Tanzanie
- Chewas : Malawi
- Chikundas : Zambie
- Chopis : Mozambique
- Cishingas : Zambie
- Dassanetchs : Éthiopie
- Dorzés : Éthiopie
- Govas : Zambie
- Gumuz : Éthiopie
- Gouragués : Éthiopie
- Hadzabes : Tanzanie
- Hamers : Éthiopie
- Hayas : Tanzanie
- Hedarebs : Érythrée
- Hehes : Tanzanie
- Hutus : Burundi, Rwanda
- Ilas : Zambie
- Inamwangas : Zambie
- Itesos : Ouganda
- Iwas : Zambie
- Jebertis : Éthiopie
- Jopadholas : Ouganda
- Kabendes : Zambie
- Kalendjins : Kenya
- Kambas : Kenya
- Kaonde : Zambie
- Karamojongs : Ouganda
- Kichepos : Éthiopie
- Kikuyus : Kenya
- Kisiis : Kenya
- Kaws : Zambie
- Kunamas : Érythrée
- Kundas : Zambie
- Kwandis : Zambie
- Kwandus : Zambie
- Kwangwas : Zambie
- Lalas : Zambie
- Lambas : Zambie
- Langos : Ouganda
- Lenjes : Zambie
- Leyas : Zambie
- Limas : Zambie
- Liyuwas : Zambie
- Lomwes : Malawi
- Lozis : Zambie
- Luanos : Zambie
- Luchazis : Zambie
- Lugbaras : Ouganda
- Luhyas : Kenya
- Lumbus : Zambie
- Lundas : Zambie, république démocratique du Congo, Angola
- Lundwes : Zambie
- Lungus : Zambie
- Luos : Kenya, Tanzanie
- Luvales : Zambie
- Maasaïs : Kenya, Tanzanie
- Makoas : Comores
- Makomas : Zambie
- Makondes : Mozambique
- Makuas : Mozambique
- Mambwes : Zambie
- Manyikas : Mozambique
- Mashashas : Zambie
- Mashis : Zambie
- Mbowes : Zambie
- Mbukushus : Zambie
- Mbumis : Zambie
- Mbundas: Zambie
- Mbwelas : Zambie
- Me'ens : Éthiopie
- Mérinas : Madagascar
- Meru : Kenya
- Mikeas : Madagascar
- Mukulus : Zambie
- Mulongas : Zambie
- Munyoyayas : Kenya
- Mursis : Éthiopie
- Naras : Érythrée
- Ndaus : Mozambique
- Ndembus : Zambie
- Ng'umbos : Zambie
- Ngondes : Malawi
- Ngonis : Malawi
- Ngunis : Mozambique
- Nkoyas : Zambie
- Nsengas : Zambie
- Nubas : Soudan
- Nubiens : Égypte, Soudan
- Nuers : Éthiopie
- Nyakyusas : Tanzanie
- Nyamwezis : Tanzanie
- Nyangatoms : Éthiopie
- Nyanjas : Malawi, Zambie
- Nyengos : Zambie
- Nyihas : Zambie
- Ogieks : Kenya
- Oimatsahas : Comores
- Oromos : Éthiopie
- Kimants : Éthiopie
- Rashaidas : Érythrée
- Rer Bares : Éthiopie
- Rundis : Ouganda
- Rwandais : Ouganda
- Sahos : Érythrée
- Sakalaves : Madagascar, Mayotte
- Sebas : Zambie
- Sénas : Malawi, Mozambique
- Sengas : Zambie
- Sengwers : Kenya
- Shanganas : Mozambique
- Shanjos : Zambie
- Shanqellas : Éthiopie
- Shilas : Zambie
- Shonas : Mozambique
- Sidamas : Éthiopie
- Simaas : Zambie
- Somalis : Somalie
- Subiyas : Zambie
- Sukumas : Tanzanie
- Suris : Éthiopie
- Swakas : Zambie
- Swahilis : Kenya, Tanzanie, Mozambique
- Tabwas : Zambie
- Tambos: Zambie
- Tchokwés : Mozambique, Zambie
- Tigres : Érythrée
- Tigray-Tigrinya : Érythrée
- Tokas : Zambie
- Totelas : Zambie
- Tumbuka (peuple)Tumbukas : Malawi, Zambie
- Tirmas : Éthiopie
- Tongas : Malawi, Mozambique, Zambie
- Tutsis : Burundi, Rwanda
- Twas (Pygmées) : Burundi, Rwanda, Zambie, Ouganda
- Ungas : Zambie
- Wandyas : Zambie
- Wathas : Kenya
- Welaytas : Éthiopie
- Welega Oromos : Éthiopie
- Yaos : Malawi, Mozambique
- Yiakus : Kenya
- Yombes : Zambie
- Zays : Éthiopie
- Zoulous : Afrique du Sud et Zimbabwe, Eswatini, Malawi, Mozambique, Zambie et Tanzanie

#### Afrique du Nord
Égypte, Nubie (nord-est)
Les peuples autochtones sont les Bedja et les Bisharin[réf. nécessaire],[Interprétation personnelle ?]. Ils sont autochtones d’Égypte[réf. nécessaire](où ils sont encore 3 millions) et de Nubie, ce sont les descendants génétiques des égyptiens antiques et préhistoriques[réf. nécessaire] qui eux-mêmes descendaient des Nubiens préhistoriques[Interprétation personnelle ?],Interprétation abusive ?. 
On observe qu’en plus de leur phénotype, leurs coutumes (notamment esthétiques comme les soins capillaires naturels et les coiffures) sont très similaires à celles des habitants de l’antiquité[Interprétation personnelle ?].
Surtout, ils sont les seuls à parler des langues Couchitiques. 
Ils font partie de la famille ethno-linguistique des peuples Couchites comme les Somalis, les Afar, les Agäw, les Oromos d’Éthiopie et de Somalie. 
L’origine étymologique du nom des couchites est celui de leurs ancêtres: les Koushites peuplant la zone qui fut le royaume de Koush. À l’origine, il s’agissait génétiquement du même peuple. 
Un pourcentage d’ADN des égyptiens antiques subsiste encore chez les coptes. La langue copte est également un dérivé de l’égyptien ancien, mais ils l’utilisent majoritairement comme langue liturgique, sous la forme du dialecte bohaïrique.
Cette communauté minoritaire la parlait couramment jusqu’au XVIIe ou XVIIIe siècle[réf. nécessaire].
Les Coptes seraient les autochtones d'Égypte, descendant des Égyptiens anciens[réf. nécessaire]. 
Les Siwis sont aussi un peuple autochtone d'Égypte de l'Ouest, ils appartiennent au groupe linguistique berbère[réf. nécessaire]. 
Berbères
Des groupes berbères se trouvent au Maghreb : Maroc, Algérie, Tunisie, Libye, Mauritanie, mais aussi dans l'Azawad (au nord du Mali), l'Azawagh (au Niger), les Îles Canaries et Siwa (Égypte de l'Ouest) et pouvant être classés selon plusieurs tribus, confédérations ou groupe.
- Ait Bou Guemess
- Kabyles (Centre algérien)
- Chaouis (Est algérien)
- Touareg (Kel Ahagger Kel Augh (Asbes) etc.)
- Mozabites (Vallée du Mzab)

Afrique du Nord-Ouest
- Zénètes
- Chenouis
- Rifains)
- Masmoudas
- Ghomaras
- Jbala)
- Sanhadja
- Zayanes)
- Chleuh ou Souassa (région de Souss Massa)

Zone saharienne
- Bedja (Soudan)
- Touaregs (Sahara et Sahel)
- Guanches (Îles Canaries) (Disparus)

#### Afrique australe
Une part ancienne parle des langues khoïsan (dont sans doute le hadza et le sandawe).
Une part plus récente parle des langues bantoues (expansion bantoue).
- Sans : Désert du Kalahari, Botswana/Namibie
- Khoïkhoï : Afrique du Sud et Namibie
- Nama/Namaqua : Afrique du Sud et Namibie
- Damara : Namibie
- ǃKung : Botswana, Namibie
- ǃXóõ : Botswana, Namibie
- Gǀui-Gǁana : Kalahari
- Naro
- Tsoa/Tshwa/Kua

#### Afrique de l'Ouest
- Sénoufos : Côte d'Ivoire
- Bakas : Cameroun, république du Congo, Gabon, et République centrafricaine
- Balengues : Guinée équatoriale
- Bassa : Cameroun
- Bengas : Guinée équatoriale
- Beti-Pahuins : Guinée équatoriale
- Bubis : Île de Bioko, Guinée équatoriale
- Bujebas : Guinée équatoriale
- Combe ou Ndowe : Guinée équatoriale
- Dioulas : Côte d'Ivoire
- Dualas : Cameroun
- Krou : Côte d'Ivoire
- Winnin: Côte d'Ivoire
- Mandé : Côte d'Ivoire, Guinée, Mali, Sénégal
- Ogonis : Nigeria
- Touaregs : Sahel
- Toubous : Sahara
- Wolofs : Sénégal
- Sonrhais : Mali, Niger
- Zarmas : Niger, Bénin, Nigéria, Soudan
- Haoussas : Nigeria, Niger, Soudan
- Peuls : toute l'Afrique de l'Ouest, Tchad, Centrafrique, Soudan, Ethiopie, Erythrée
- Kanuris : Bassin du Lac Tchad
- Gours: zone soudanienne
- Diolas : Sénégambie
- Sérères : Sénégambie

### Amérique du Nord
Le terme Nord-Amérindiens, Indiens d'Amérique du Nord ou Premières Nations, désigne les premiers occupants du continent d'Amérique du Nord (hors Mésoamérique), et leurs descendants.

#### Mexique
Les principaux peuples autochtones dans le Mexique :
- Mayas
- Tzeltal (en)
- Tzotzil
- Ch'ol
- Tojol-ab'al (en)
- Zoques
- Chuj
- Q'anjob'al
- Mam
- Jakalteco (en)
- Motozintlecos (en)
- Cakchiquel
- Lacandons

#### États-Unis
Les principaux peuples autochtones dans la région des actuels États-Unis :
- Autochtones d'Alaska
- Peuples autochtones de Californie
- Cherokees (sud-est)
- Lenapes (nord-est)
- Cris
- Ojibwés (grandes plaines)
- Cheyennes (grandes plaines)
- Comanches (grandes plaines)
- Omahas (grandes plaines)
- Sioux (grandes plaines)
- Navajos (sud-ouest)
- Apaches (sud-ouest)
- Pueblos (sud-ouest)
- Mohave (Californie)

#### Canada
Les principaux peuples autochtones du Canada :
- Cris
- Ojibwés
- Hurons-Wendats (forêts de l'est)
- Iroquois (forêts de l'est)
- Inuits
- Abénaquis
- Algonquins (forêts de l'est)
- Attikameks
- Malécites
- Micmacs
- Innus (Montagnais)
- Naskapis
- Wyandot (Hurons-Wendats)
- Mohawks
- Kwakwaka'wakw (côte ouest)
- Salish (côte ouest Canada et USA)

### Amérique centrale et Caraïbes

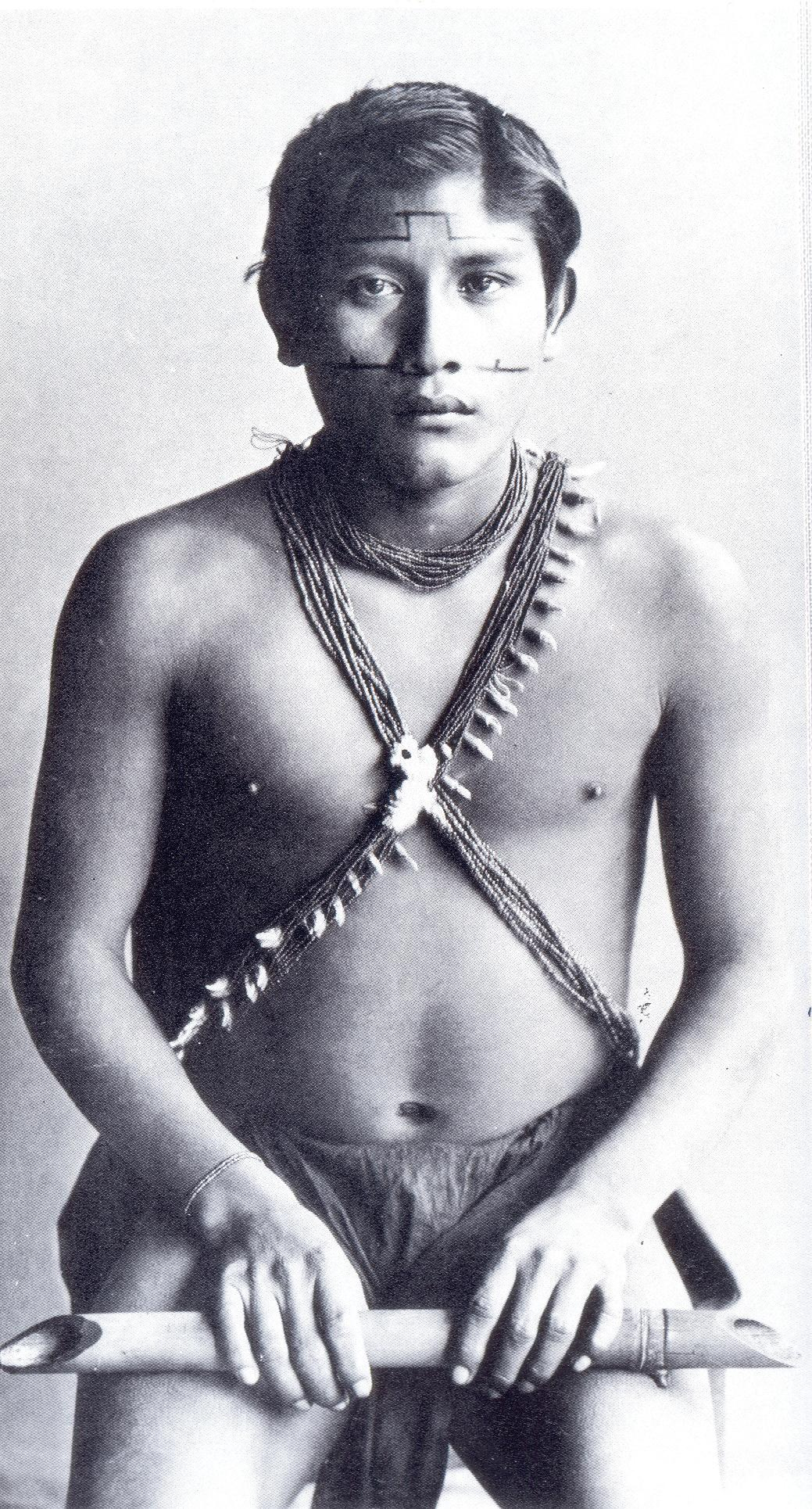
Jeune Kali'na en 1892.

#### Amérique centrale
Belize
- Garifunas
- Mayas

Costa Rica
- Peuples autochtones du Costa Rica
- Cabecares
- Bribris

El Salvador
- Nahuas
- Pipils

Guatemala
- Caraïbes
- Garifunas

Honduras
- Lenca

Nicaragua
- Mosquitos
- Ramas
- Sumos

Panama
- Kuna

#### Caraïbes
Antilles
- Taïnos
- Kali'na
- Ciboneys
- Ciguayo : Hispaniola
- Lucaya : Cuba, Bahamas
- Macorix : Hispaniola
- Guanajatabey ou Guanahabibes : ouest de Cuba
- Caraïbes
  - Kali'na

### Amérique du Sud
Les Sud-Amérindiens sont les Amérindiens peuplant l'Amérique du Sud, c'est-à-dire les premiers occupants d'Amérique du Sud et leurs descendants.
- Asháninkas : Pérou
- Awá : Forêt amazonienne orientale, Brésil
- Awá : Colombie, Équateur
- Aymaras : Pérou/Bolivie/Chili
- Ayoreo : Chaco, Paraguay/Bolivie
- Bora : Colombie/Pérou
- Bororo : Mato Grosso, Brésil
- Charrúas : Entre Ríos, Argentine ; Rio Grande do Sul, Brésil ; Uruguay
- Chayahuita : Loreto, Pérou
- Cocama-cocamilla : Loreto, Pérou
- Embera : Colombie/Panama
- Enxet : Paraguay
- Jivaroan : Loreto et San Martín, Pérou
- Guaranis : Paraguay, Brésil, Bolivie et Argentine
- Karajá : Brésil
- Kayapo : Brésil
- Kogis ou Koguis : Colombie - Sierra Nevada de Santa Marta
- Korubu : Brésil
- Macuxi : Brésil/Guyana
- Mapuches : Chili/Argentine
- Mashco Piros : Amazonie péruvienne
- Matis : Brésil/Pérou
- Matsés : Brésil/Pérou
- Nukak : Colombie
- Nasa : Colombie
- Patagons : Chili/Argentine, Selknam, Puelches, Tehuelches, Alakaluf, Chonos, Mánekenk, Yamanas
- Quechuas : Argentine, Chili, Bolivie, Pérou, Équateur
- Secoya : Loreto, Pérou/Équateur
- Tapirapé : Brésil/Pérou/Colombie
- Tayronas ou Taironas : Colombie - Sierra Nevada de Santa Marta[16]
- Tucano : Colombie
- Tupis : Paraguay, Brésil, Bolivie, Pérou et Argentine
- Urarina : Chambira, Loreto (Pérou)
- U'wa : Colombie
- Yora : forêt amazonienne, Pérou
- Wichí : Chaco, Argentine/Bolivie
- Warao : Venezuela, Orénoque.
- Wayuu : Venezuela/Colombie
- Yanomami : Brésil/Venezuela

- Les Amérindiens de Guyane[17].

### Asie

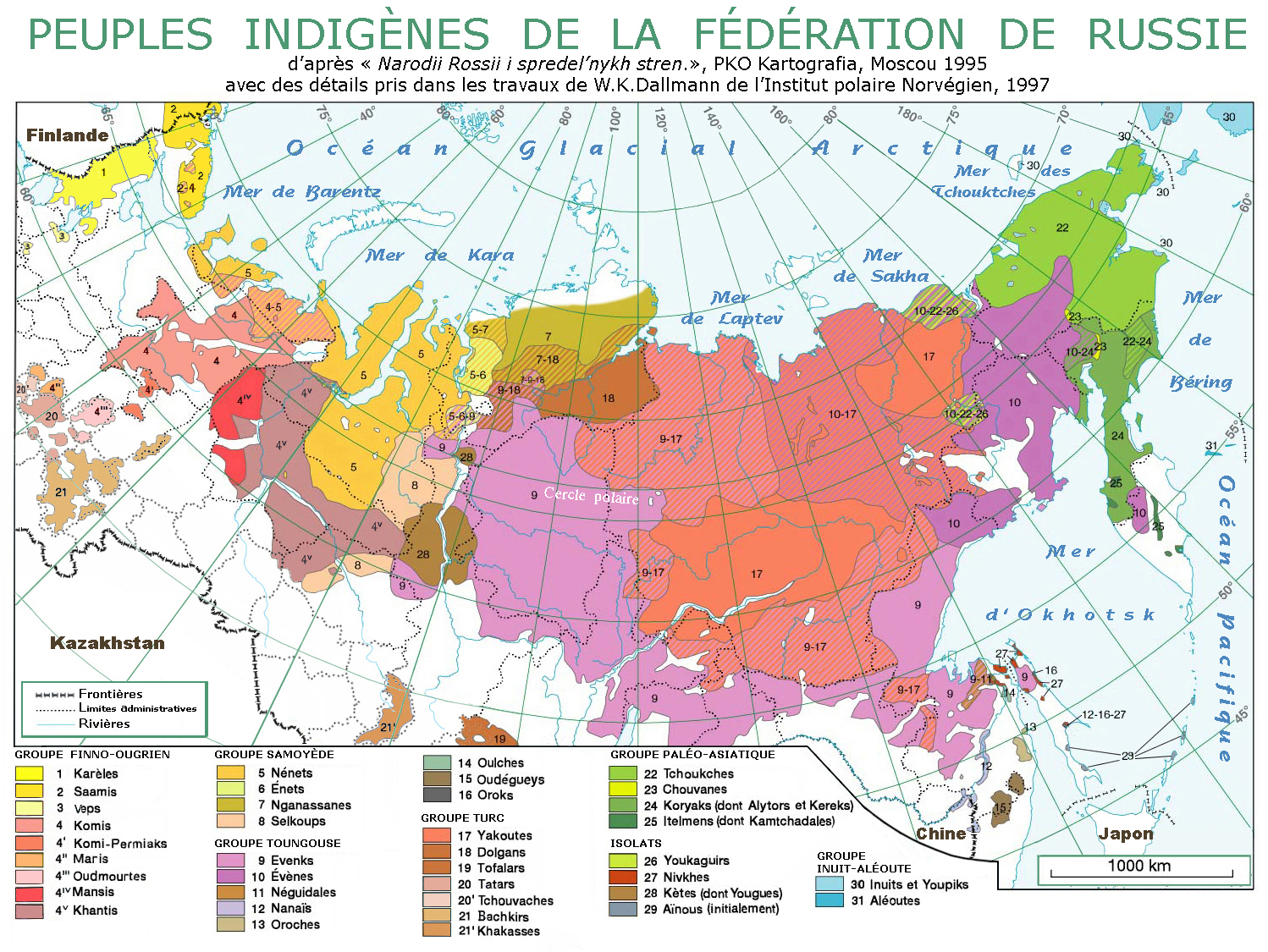
Peuples autochtones de la fédération de Russie.

#### Asie occidentale
- Araméens
- Arméniens
- Circassiens (Abkhazes, Abazes, Adyguéens, Chapsoughs, Kabardes, Oubykhs)
- Ibéro-caucasiens (Géorgiens, Lazes, Mingréliens, Svanes)
- Nakho-daguestanais (Akhvakhs, Andis, Avars, Bagwalals, Bats, Botlikhs, Chamalals, Dargwas, Godoberis, Karatas, Khinalougs, Ingouches, Laks, Lezghiens, Tchétchènes, Tindis, Tsèzes)
- Pontiques

#### Asie centrale
- Hezhen et Nanaïs
- Kazakhs
- Kirghizes
- Néguidales
- Nivkhes
- Oroks
- Oroqen
- Orotches
- Oudihés
- Oultches
- Pachtounes

#### Asie du Nord
- Aléoutes et Alioutors
- Altaïens
- Arines
- Assanes
- Bargas
- Bouriates
- Chors
- Dolganes
- Énètses
- Esquimaux
- Évènes (anciennement Lamoutes)
- Evenks (anciennement Toungouses)
- Iakoutes ou Sakha
- Itelmènes
- Kamasses
- Karagasses
- Kéreks
- Kètes
- Khakasses
- Khantys
- Koriaks
- Kottes
- Koumandines
- Mansis
- Mators
- Nénètses
- Nganassanes
- Poumpokoles
- Selkoupes
- Soïotes
- Tatars
- Tazs
- Taïgis
- Tchelkanes
- Tchouktches
- Tchoulymes
- Tchouvanes
- Télenguites
- Téléoutes
- Tofalars
- Toubalars
- Touvains
- Youges
- Youkaguirs ou Ioukaguirs
- Yupiks de Sibérie

#### Asie orientale
- Aïnous : Hokkaidō (Japon) et Sakhaline (Russie)
- Ryukyuans

Taïwan
- Amis
- Atayal
- Bunun
- Kavalan
- Paiwan
- Puyuma
- Rukai
- Saisiat
- Da'o
- Thao
- Tsou
- Truku
- Seedeq
- Sakizaya
- Hla'alua
- Kanakanavu

#### Asie du Sud-Est

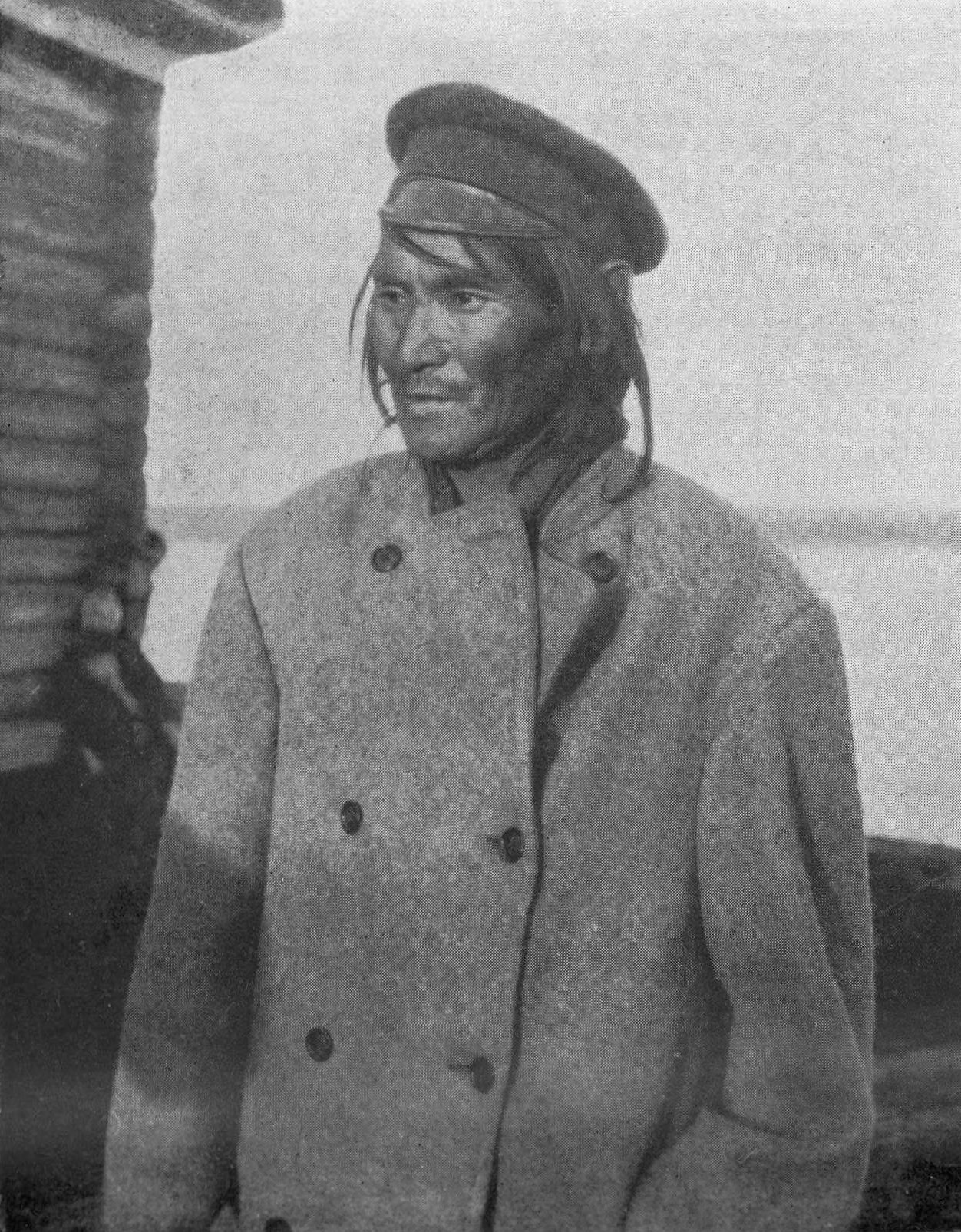
Un Toungouse au début du XX.

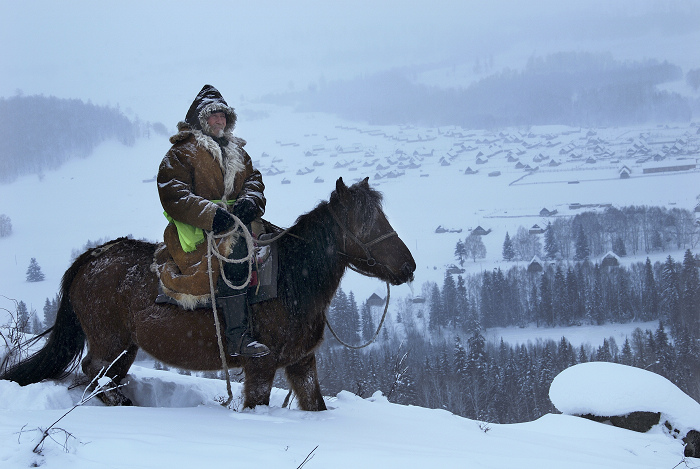
Un cavalier touvain.

- Akhas : de Thaïlande, Laos, Birmanie
- Bajaus : Bornéo et Sulu (Malaisie, Indonésie, Philippines
- Dayak : de Bornéo
- Degar : du Viêt Nam
- Hmong : de Thaïlande, Birmanie et Laos
- Igorots : Cordillère Centrale (Luçon), île de Luçon aux Philippines
- Karens : Birmanie et Thaïlande
- Khmer Krom : Vietnam
- Lahus : Thaïlande, Birmanie, Laos et Yunnan
- Lisus : Birmanie, Thaïlande, Arunachal Pradesh, Inde et Yunnan et Sichuan, Chine
- Lumads : Mindanao Philippines
- Mangyans : Mindoro Philippines
- Négritos : inclut les Semang de la Péninsule Malaise, Aeta de Luçon, Ati de Panay, Mani de Thaïlande, et des îles Andaman.
- Orang Asli : Malaisie Semang (Negrito), Senoi, et Proto-Malay
- Tribus de Palawan : Palawan, Philippines
- Penans : Sarawak, Malaisie
- Zhuang : du Guangxi

#### Asie du Sud
- Adivasis
  - Kisans : Orissa Sundergarh, Inde
  - Andamanais : îles Andaman, Inde
    - Jarawas : îles Andaman
    - Onges : îles Andaman
    - Jangils : île de Rutland, îles Andaman
    - Sentinelles : île de North Sentinel, îles Andaman

  - Nicobarais : Nicobar, Inde
  - Shompens : Nicobar, Inde
- Veddas : Sri Lanka
- Nagas : Nord-Est de l'Inde
- Kalashs : Pakistan
- Khasi-Jaintias : Nord-Est de l'Inde
- Giraavarus : Maldives

#### Asie de l'Ouest
- Alévis
- Arméniens (Arménie occidentale)
- Assyriens
- Arabes des marais
- Bédouins du Neguev
- Doms
- Druzes
- Géorgiens
- Pachtounes
- Kurdes[18].
- Hébreux
- Yézidis
- Tribus arabes

### Europe
Un autochtone est « Originaire du pays qu'il habite, dont les ancêtres ont vécu dans ce pays ». Ainsi, la majorité des populations européennes sont constituées de peuples autochtones qui sont les fondements de la culture et de la langue de chaque nation. Les États sont ainsi composés d’un ou de plusieurs peuples autochtones ou dans ces derniers existent des « minorités autochtones ». Pour la France par exemple, c'est le cas des Bretons, peuple issu des autochtones gallo-romains d'Armorique et de l'immigration brittonique des IIIe et IVe siècles, ou bien encore des Basques, issus quant à eux des peuples aquitains qui étaient déjà présents aux côtés des tribus gauloises avant l'invasion romaine. Dans le cas des peuples autochtones majoritaires, toutes les nations d'Europe en sont composées. Ainsi, tous les Européens sont majoritairement autochtones à leurs pays. C'est le cas pour la France qui présente une population autochtone de 90%. Il y a donc bien des Français aborigènes et des Français allogènes. Les premiers sont descendants de plusieurs ethnies différentes, d'abord les peuples celtes qui se développèrent de l'Autriche actuelle jusqu'à la pointe bretonne en s'établissant au centre-ouest de l'Espagne, sur toute la Grande-Bretagne, en Irlande ainsi que sur la partie sud de l'Allemagne. Les Celtes forment la base des populations britanniques, irlandaises et françaises actuelles, car il faut rappeler que la population antique du territoire français actuel était d'environ 5 à 10 millions de personnes selon les historiens. Il faut aussi noter que les études génétiques des haplogroupes de différents individus européens ainsi que la généralisation des tests ADN ont permis de mieux retracer les migrations humaines.

#### Europe du Nord
- Les Carèles (en Carélie, par rapport aux Russes)
- Le peuple Sámi (dans le nord de quatre pays : la Norvège, la Suède, la Finlande et la Russie dans la péninsule de Kola)[22]. Les Samis ont été visés par des politiques d'assimilation à caractère discriminatoire. La Norvège a mis en place en 2018 une « Commission de vérité et de réconciliation » pour faire la lumière sur les conséquences de la norvégianisation forcée de ses peuples autochtones, sur le modèle de la Commission de Vérité et de Réconciliation du Canada (qui a rendu ses conclusions en 2015) ; elle a été imitée par la Finlande en 2019 et la Suède en 2020[23].

#### Europe de l'Est
- Moldaves (en Moldavie, par rapport aux colons)
- Pontiques (sur les rives de la mer Noire par rapport aux autres populations ultérieures)
- Toutéïches (Slaves de Polésie, par rapport aux Biélorusses, Polonais et Ukrainiens).

#### Balkans
- Albanais, Grecs, Morlaques et Valaques des Balkans[24],[25].

#### France métropolitaine
Jusqu'à la révolution industrielle qui vit augmenter la mobilité des populations, il y eut peu de variations génétiques entre les populations antiques de la France et les populations du Moyen Âge, et il en va de même pour le reste de l'Europe. Sur la base de cette affimation mise en doute depuis, le représentant de la France François-Xavier Deniau s'est opposé en 2007, lors de l'adoption de la Déclaration sur les droits des peuples autochtones, au discours tenu par le Rapporteur Spécial des Nations unies, José Martinez-Cobo, selon lequel l’identification des autochtones relève des autochtones eux-mêmes; peu après, il est remplacé par Jean-Maurice Ripert. Affirmant les prérogatives de l’État français en la matière, François-Xavier Deniau a limité la reconnaissance de l'autochtonie aux départements d'outre mer, qui ont un passé colonial, et rejeté par là implicitement l'accès au statut d'autochtonie des Corses, des Basques et d'autres groupes régionaux de métropole. De plus, la reconnaissance française de l'autochtonie ne concerne que des « populations » (au sens d'ethnie, comme en Nouvelle-Calédonie), et non des « peuples » (car selon le droit français « peuple » se confond avec « nation » et « citoyenneté » comme en droit international en lien avec la souveraineté) : la France craint en effet que la reconnaissance de l'autochtonie ne donne une arme juridique au séparatisme. Ainsi la Déclaration des droits de l'homme et du citoyen de 1789 fait référence au « Peuple français » et le conseil constitutionnel en a confirmé l'unicité. Cependant, le préambule de la constitution de 1958 distingue le peuple français des peuples des territoires d'outre-mer.
Cependant certains anthropologues désignent comme « peuples autochtones » des Français métropolitains. Ainsi par exemple Louis-Jacques Dorais parle du statut de peuple autochtone des Corses, statut que leur confèrent leur conscience historique propre, leur attachement marqué à une culture et une langue spécifiques. Le juriste Joxerramon Bengoetxea (es) estime que les Basques peuvent éventuellement être considérés comme un peuple autochtone, dans la mesure où leurs revendications collectives dans les domaines culturel et politique sont typiquement celles des peuples autochtones ; cependant, ils s'identifient généralement comme nation ou ethnie, plutôt que comme peuple autochtone, or l'auto-identification est un critère important dans la définition de l'autochtonie ; ce spécialiste admet néanmoins la possibilité qu'individuellement des Basques se considèrent comme autochtones.
- Les Bretons[32].
- Les Alsaciens
- Les Basques
- Les Corses
- Les Normands
- Les Occitans[33],[34].
- Les Gascons

#### Italie

Les minorités italiennes.

- Les Sardes[35].

#### Suisse
- Les Romanches[36].

### Océanie

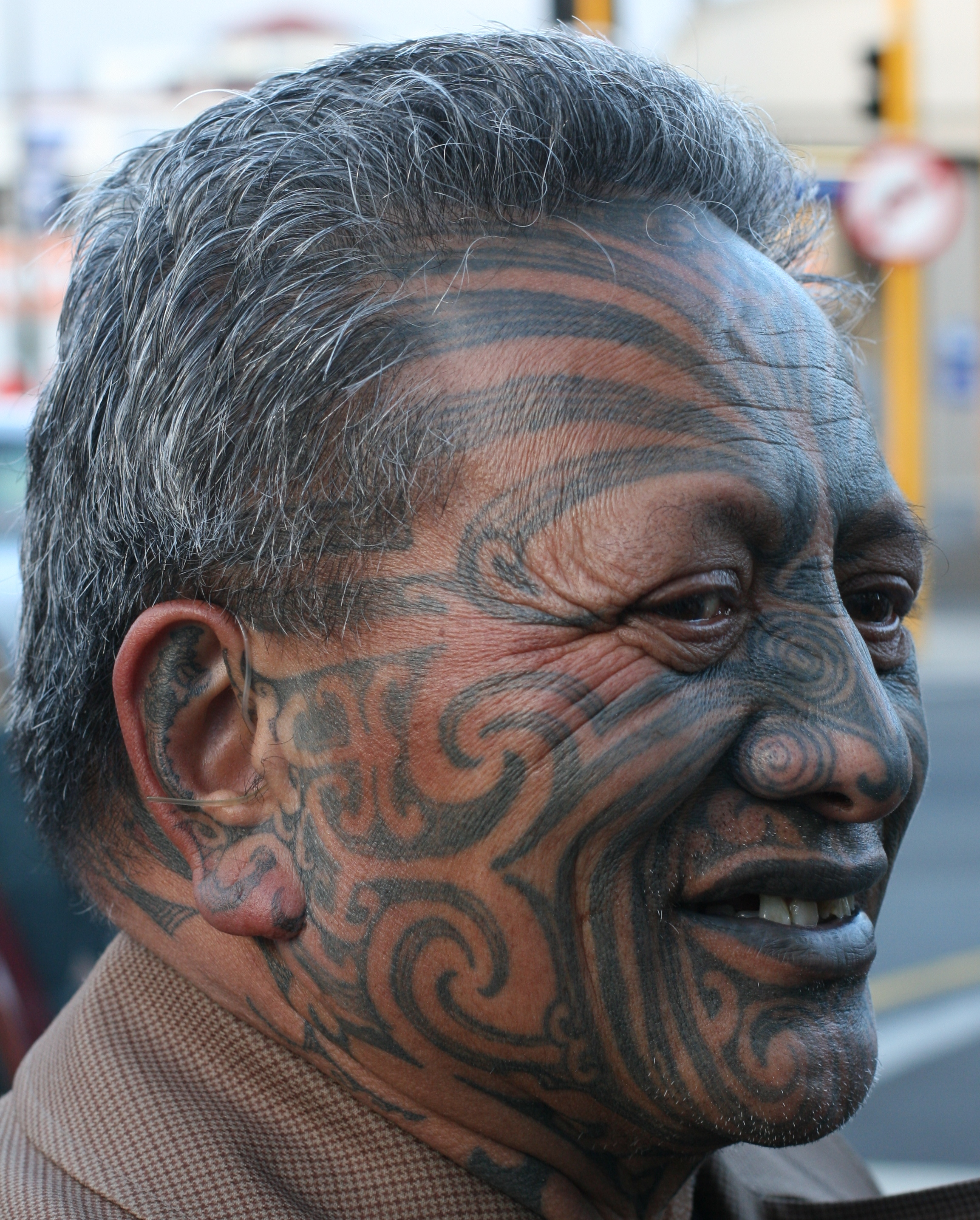
Tame Iti, Tūhoe Māori contemporain avec le tatouage traditionnel.

L'Océanie inclut les îles de l'océan Pacifique, la Nouvelle-Guinée, la Nouvelle-Zélande et l'Australie.

#### Australie
- Aborigènes d'Australie
- Indigènes du détroit de Torrès

#### Océanie proche
- Papous : plus de 250 tribus distinctes dont les Wopkaimin
- les Austronésiens qui s'étendent jusqu'en Océanie éloignée
- Kanak : représentent 40 % de la population calédonienne. Le peuple Kanak est constitué de 341 tribus dont 203 en Province Nord, 87 aux Iles Loyauté et 51 en Province Sud[17].

#### Océanie lointaine
- Chuukois : Île de Chuuk - États fédérés de Micronésie
- Kosraen : Île de Kosrae - États fédérés de Micronésie
- Pohnpeiian : île de Pohnpei - États fédérés de Micronésie
- Yapais : Îles Yap - États fédérés de Micronésie
- Mortlockese : Île de Chuuk île de Pohnpei
- Chamorros : Guam, Îles Mariannes du Nord

#### Polynésie
- Kanaka Maoli : Hawaï
- Maohis : Tahiti, Polynésie centrale et orientale
- Māoris : Aotearoa
- Morioris : îles Chatham
- Rarotongans : Rarotonga
- Samoans : Samoa
- Fidjiens : Fidji
- Tongiens : Tonga
- Haumakas puis Rapanuis : île de Pâques
- Uvéens : Wallis
- Futuniens : Futuna

## Droits des peuples autochtones
Les populations autochtones sont souvent sous domination culturelle, économique, sociale, politique d'un ou de plusieurs autres peuples, et ne représentent alors qu'une minorité au sein d'États qui ne les reconnaissent pas en tant que peuples distincts. Dans le cas de peuples vivant dans des régions reculées, ils sont souvent fortement dépendants d'écosystèmes nourriciers (dont paysages forestiers intacts et forêts primaires), possèdent leurs propres systèmes et organisations socio-culturelles, langues, et des modes de vie « marginaux ».
Aujourd'hui, ces peuples s'organisent et luttent pour se faire entendre et demander le droit de vivre leur différence, le respect de leurs organisations sociales et la fin de l'exploitation (ou de la surexploitation) des ressources naturelles situées sur leurs territoires.
La Déclaration sur les droits des peuples autochtones a été adoptée le 13 septembre 2007 à New York par l'Assemblée générale des Nations unies malgré l'opposition des États-Unis, du Canada, de l'Australie et de la Nouvelle-Zélande. Cette résolution est juridiquement non contraignante mais représente un réel progrès, elle affirme les droits de ces peuples à réparation et à l'autodétermination. L'historienne Chloé Maurel, qui a analysé les étapes ayant conduit à l'adoption de cette Déclaration, a montré que plusieurs acteurs y ont contribué comme Martinez Cobo (rapporteur spécial de la Sous-Commission de la lutte contre les mesures discriminatoires et de la protection des minorités), dont le rapport pour l'ONU en 1986 insiste sur l'importance de la conscience de groupe, et de la reconnaissance de l'individu autochtone par son groupe, et que bien avant, déjà, des acteurs à l'UNESCO comme le Malien Amadou Hampâté Bâ dès 1960 ont oeuvré à cette reconnaissance en promouvant et défendant les langues et cultures africaines.
Le 27 août 2010, un rapport des Nations unies appelle le gouvernement français à ratifier la Convention 169 de l'Organisation internationale du travail relative aux peuples indigènes et tribaux, seul instrument juridique international contraignant relatif aux peuples indigènes et tribaux, qui reconnaît notamment leurs droits collectifs à la terre et leur droit à l'autodétermination.

## Jeux mondiaux des peuples autochtones
Du 20 octobre au 1er novembre 2015, ont lieu les premiers jeux mondiaux des peuples autochtones à Palmas au Brésil. Deux mille athlètes, issus de quarante-six ethnies, de vingt pays, s'affronteront à travers des sports connus, tels que le football et l’athlétisme, mais pour l'essentiel, sur des sports traditionnels indigènes.

## Images

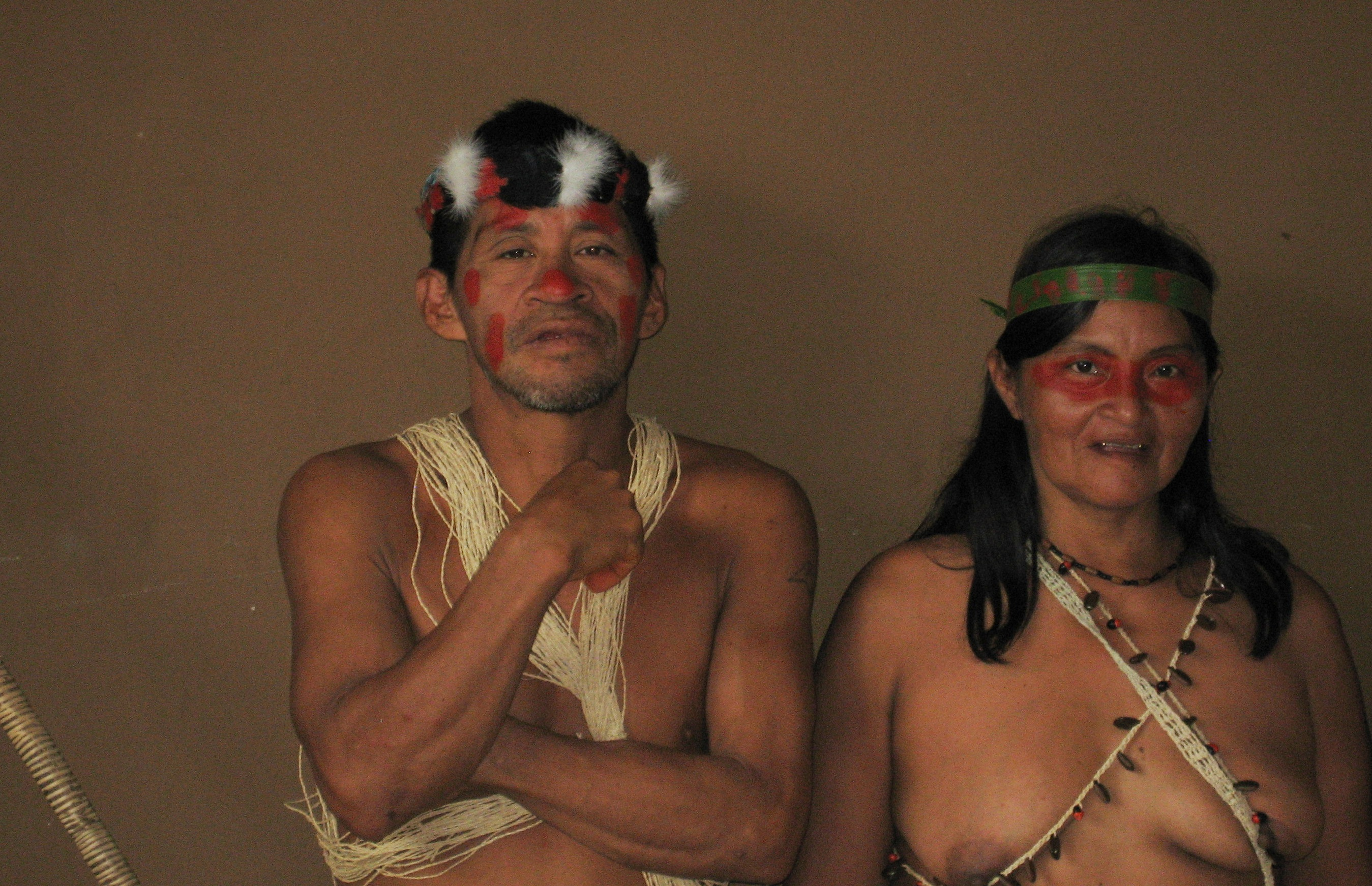
Huaoranis, en Équateur.
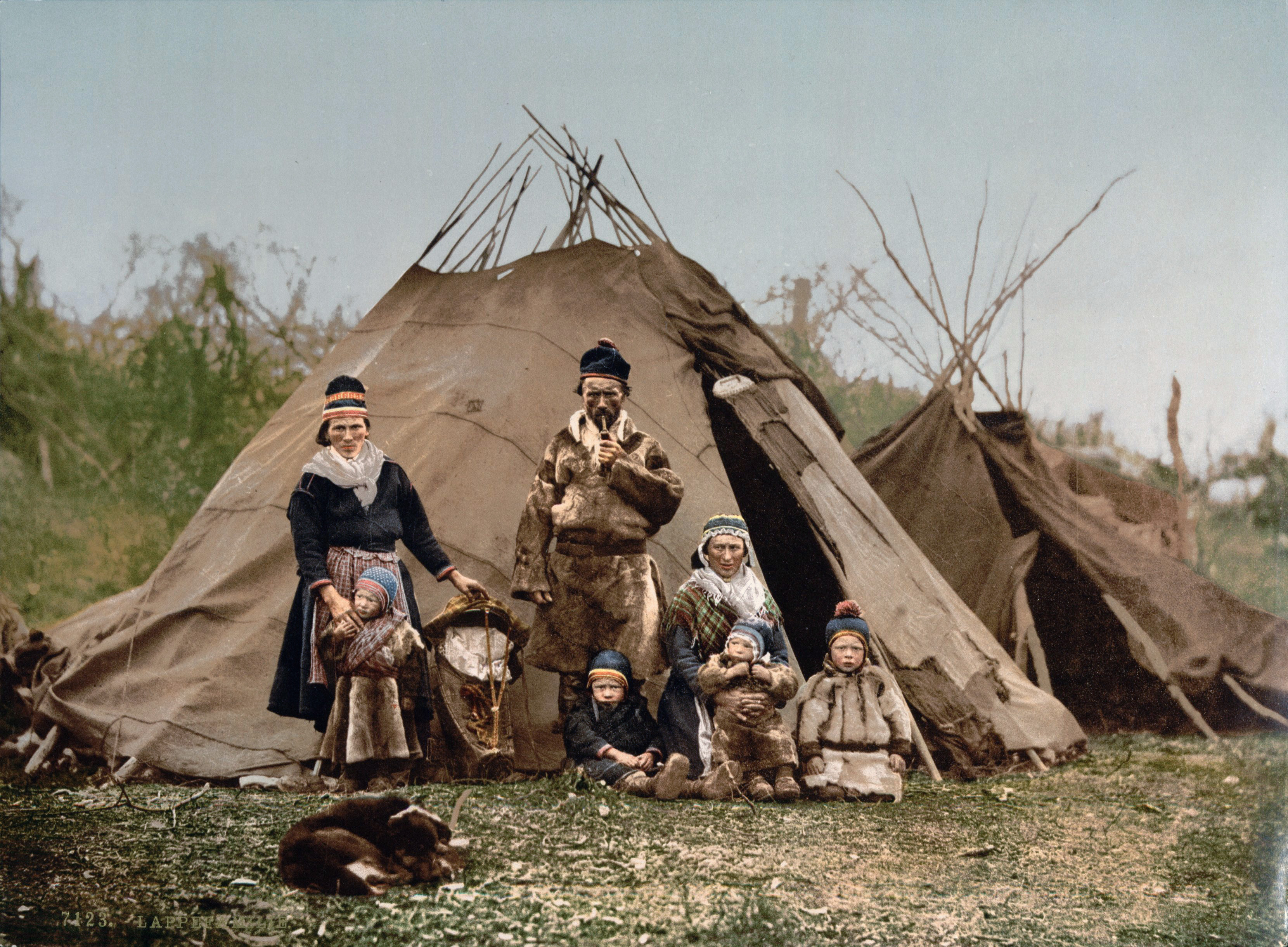
Famille Sami en Norvège, vers 1900.
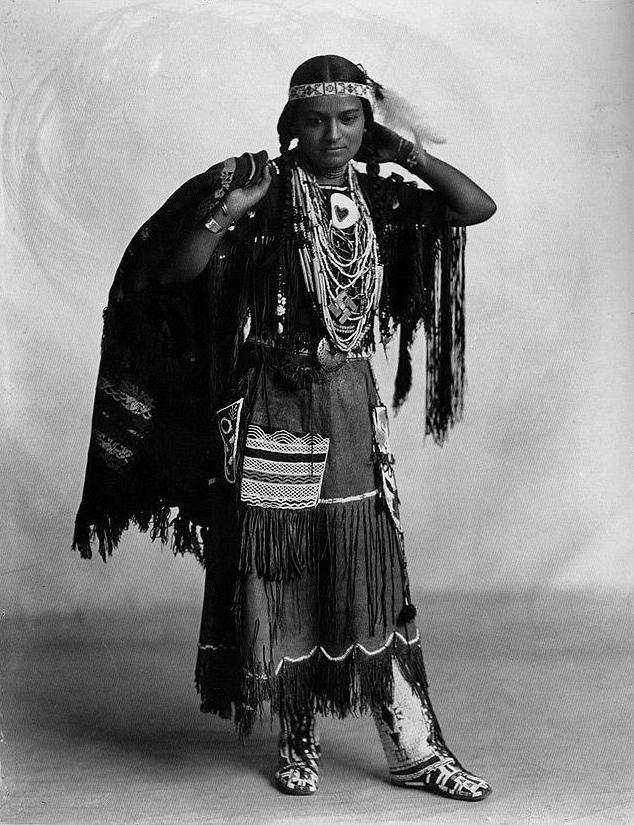
Femme Iroquoise, 1898.

## Recherche sur les peuples autochtones
La recherche sur les peuples autochtones et leur langue utilise aujourd’hui des méthodes de la technologie informatique, par exemple Indigenous Tweets.

#### Canada
- Commission royale sur les peuples autochtones

#### Droit international
- Coutume, Savoirs traditionnels
- Anthropologie juridique
- Droit des peuples autochtones (Déclaration des droits des peuples autochtones), Organisation des nations et des peuples non représentés
- Terra nullius, Doctrine de la découverte, Colonialisme, Colonisation, Décolonisation, Néocolonialisme, Droit des peuples à disposer d'eux-mêmes
- Génocide en droit pénal français

#### Bulles papales
- Dum Diversas (1422), Romanus pontifex (1455), Aeterni regis (1481), Dudum siquidem (1493), Inter caetera (1493)

#### Études théoriques
- Études postcoloniales, Études décoloniales, Guerres de l'histoire, Thèse de l'eau bleue